# Crisis bosnia

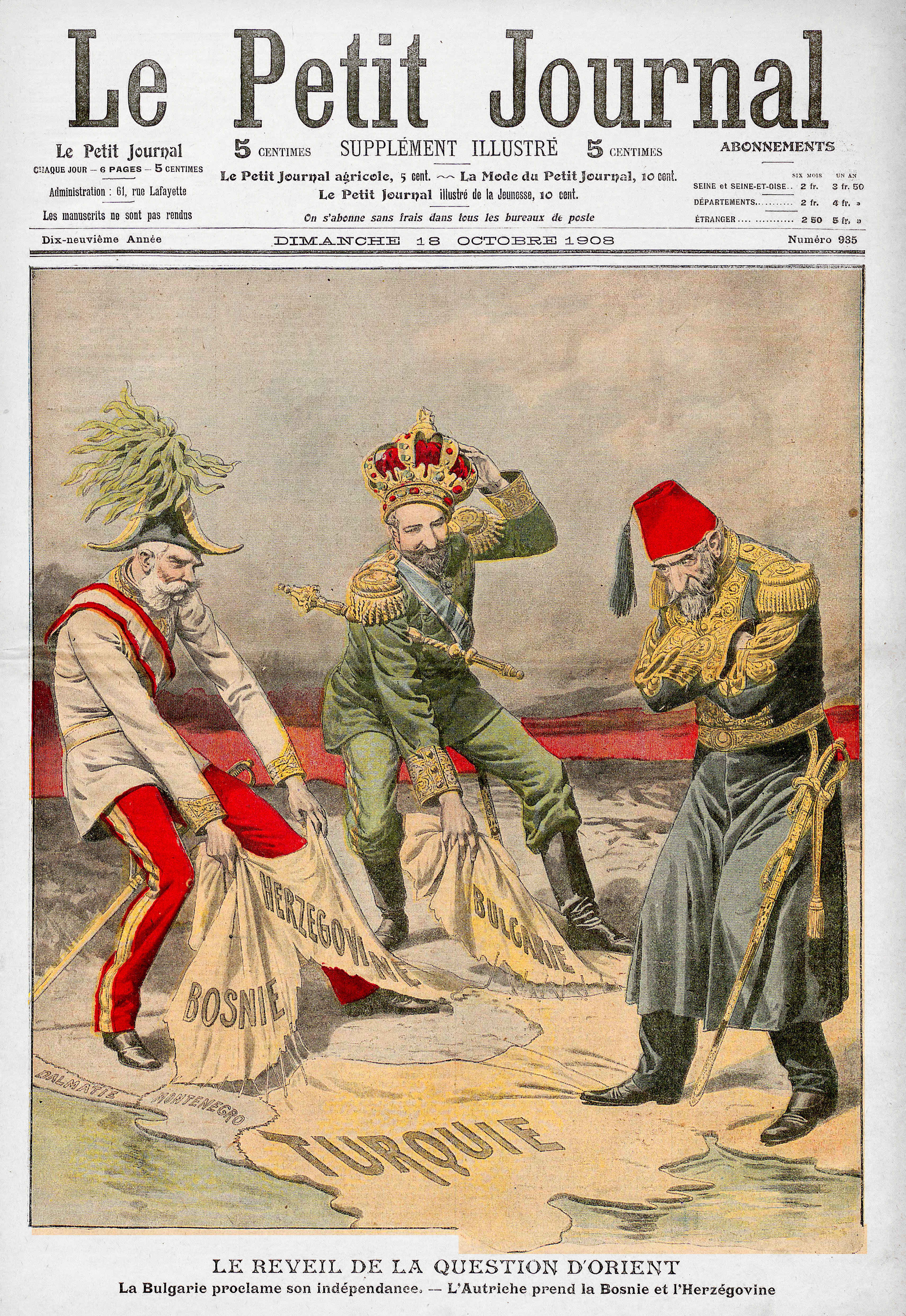
Portada del periódico francés Le Petit Journal sobre la crisis bosnia: el príncipe Fernando de Bulgaria declara la independencia y se proclama zar y el emperador austrohúngaro Francisco José se anexiona Bosnia y Herzegovina, mientras el sultán otomano Abdul Hamid II los contempla.

La crisis bosnia de 1908-1909, también conocida como la crisis de la Anexión, estalló el 5 de octubre de 1908, cuando Bulgaria proclamó la independencia y, al día siguiente, el Imperio austrohúngaro anunció la anexión de la provincia de Bosnia y Herzegovina, que ocupaba desde el Congreso de Berlín de 1878. Rusia, el Imperio otomano (al que pertenecía teóricamente el territorio), Reino Unido de Gran Bretaña e Irlanda, Reino de Italia, Reino de Serbia, Montenegro, Imperio alemán y Francia intervinieron en estos acontecimientos. En abril de 1909 el Tratado de Berlín fue modificado para aceptar la nueva situación, acabándose el periodo de crisis. Esta, sin embargo, dañó irremediablemente la relación del Imperio austrohúngaro por un lado y Rusia y Serbia por el otro. La anexión y las reacciones a esta se cuentan entre las causas del estallido de la Primera Guerra Mundial.

## Situación

### La administración austrohúngara de Bosnia y Herzegovina
Austria-Hungría administraba los valiatos de Bosnia y Herzegovina en nombre del sultán otomano desde 1878, en virtud de los acuerdos alcanzados en el Congreso de Berlín. El artículo 25 del protocolo pactado por las potencias era la base de la ocupación y administración de los dos valiatos por el imperio. Por añadidura, Viena también había obtenido en Berlín permiso de las demás potencias para colocar guarniciones en el norte del Sanjacado de Novi Pazar, territorio del vecino valiato de Kosovo. Esta concesión tenía una duración de treinta años. El artículo 25 rezaba: «Las provincias de Bosnia y Herzegovina serán ocupadas y administradas por Austria-Hungría.[...] Austria-Hungría se reserva el derecho a mantener guarniciones y a tener carreteras militares y comerciales en toda la superficie de ese territorio» (el Sanjacado de Novi Pazar) «del antiguo valiato de Bosnia». Gyula Andrassy, a la sazón ministro de Asuntos Exteriores del imperio, prefirió pactar una solución que mantuviese la soberanía teórica del sultán, para evitar tanto que la anexión de los valiatos aumentase el peso de los eslavos en el imperio como para sortear la oposición frontal de Rusia a la expansión austrohúngara.

Los territorios otomanos administrados por el Imperio austrohúngaro desde el Congreso de Berlín, centro de la crisis de 1908: Bosnia, Herzegovina y el sanjacado de Novi Pazar.

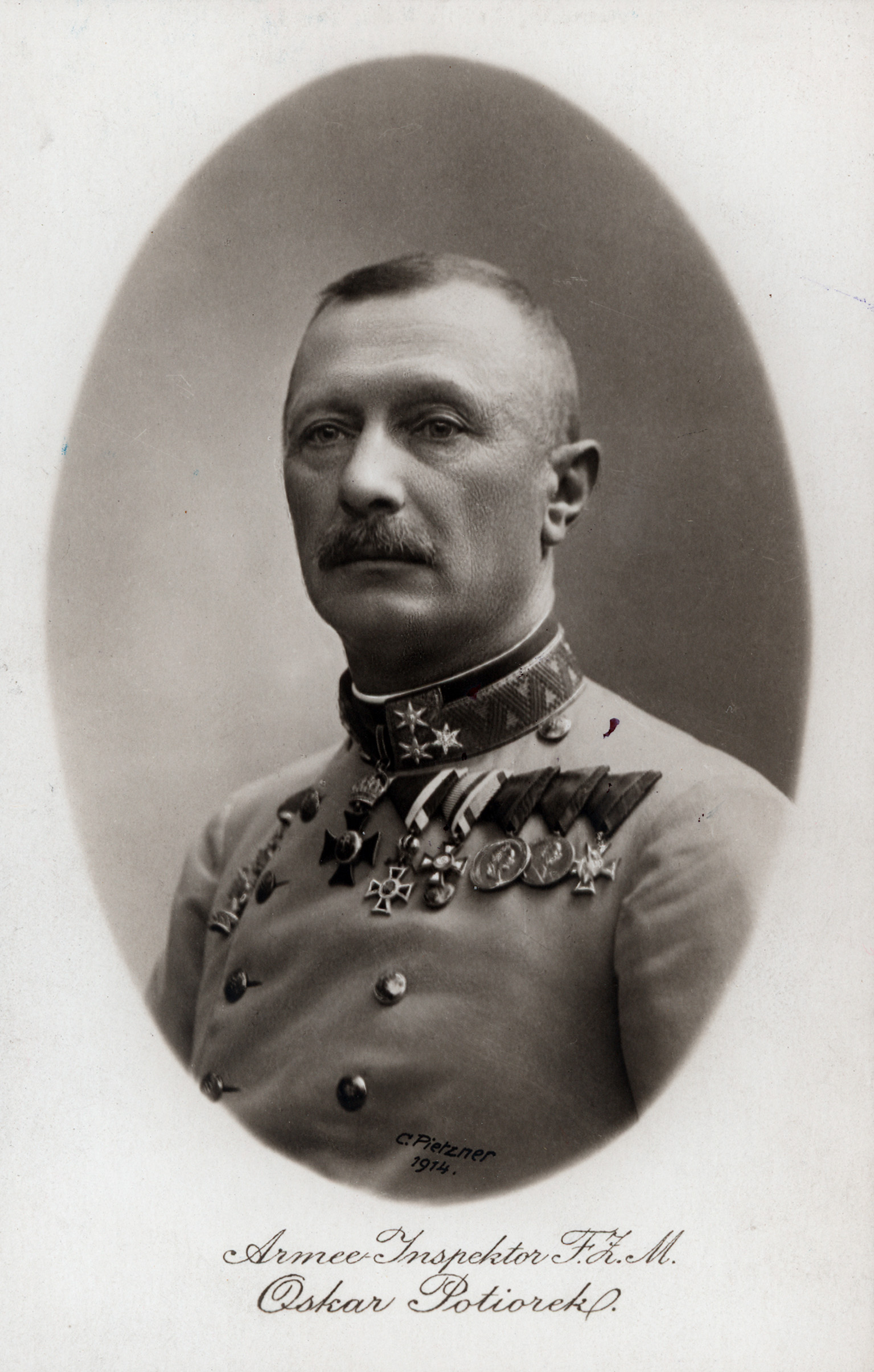
El general Oskar Potiorek, gobernador de Bosnia-Herzegovina en 1908.

Austria-Hungría ejerció estos derechos ocupando Bosnia y Herzegovina y manteniendo un control compartido con los otomanos del Sanjacado de Novi Pazar. Esta situación persistió desde 1878 hasta el estallido de la crisis en 1908. El Tratado de Berlín también estipulaba que los estrechos del mar de Mármara quedarían cerrados a los buques de guerra en caso de conflicto, lo que en la práctica encerraba a la flota de guerra rusa en el mar Negro en caso de hostilidades. Estos territorios recobraron una paz relativa a partir de mediados de la década de 1880, tras una breve campaña militar en 1878 para someterlos a la autoridad imperial. Tanto los dirigentes imperiales en Viena como las autoridades que administraban los territorios deseaban hacer de ellos una muestra para el resto de Europa de lo que suponía el sistema de gobierno habsburgo en el centro del continente. El deseo de controlar estos nuevos territorios llevó a la realización de varios censos; el primero se hizo en 1879 y el segundo, en 1885. Al mismo tiempo, los administradores encargados por Viena de gestionar los valiatos intentaron favorecer su desarrollo económico mediante inversiones con fondos de las dos mitades del imperio, Cisleitania y Transleitania. La pujanza de la economía allanó además la unificación legal con el resto del imperio.
El Sanjacado de Novi Pazar separaba Serbia y Montenegro e impedía la unión geográfica y política de estos dos Estados, que a menudo compartían política exterior. La ocupación austriaca del sanjacado fue también significativa, porque concedía a Austria-Hungría una zona a través de la cual podía continuar su expansión hacia el puerto macedonio de Salónica, en aquel momento en poder otomano. Bosnia-Herzegovina era un estado multiconfesional integrado principalmente por musulmanes bosnios, croatas católicos y serbios ortodoxos, siendo estos últimos el grupo más numeroso.
El paso del tiempo aumentó la capacidad del emperador Francisco José y sus ministros para aplicar las medidas que deseaban en los valiatos y fue convenciendo al resto de potencias europeas de que el control austrohúngaro de estos territorios no sería pasajero como se había estipulado al principio, sino permanente. Así, por ejemplo, cuando se renovó en 1881 la Liga de los Tres Emperadores, los artículos secretos del pacto admitían explícitamente el derecho de Austria-Hungría a anexionarse los valiatos cuando considerase oportuno.. Alejandro III de Rusia concedió a Francisco José total libertad de acción en Bosnia-Herzegovina en la siguiente renovación de la alianza, en 1884. Habiendo garantizado así la permanencia de la administración imperial en Bosnia y Herzegovina, el ministro común de Finanzas, Béni Kállay, intentó de imbuir a la población de un sentimiento de lealtad al imperio.
Al mismo tiempo, estos territorios, que gestionaba un gobernador militar, se transformaron velozmente en arsenal del Ejército para preparar una eventual conquista del vecino Reino de Serbia. Además, servían para proteger la Dalmacia cisletana y para mantener inmutable la situación territorial en los Balcanes. La presencia austrohúngara servía además a la diplomacia imperial para inmiscuirse cada vez más en los territorios otomanos vecinos. La red de comunicaciones empezó a desarrollarse a finales de la década de 1880, lo que acabó con el aislamiento de la zona. Las pequeñas líneas férreas que existían antes de la ocupación se conectaron con la red ferroviaria imperial y en enero de 1908 las autoridades ferroviarias de los dos imperios acordaron conectar sus redes respectivas, construyendo las vías necesarias entre Uvac, en Bosnia y Mitrovica en el valiato de Kosovo. La línea debía acabar uniendo el importante puerto egeo de Salónica, en el valiato homónimo con el Imperio austrohúngaro.
A la influencia austrohúngara en los valiatos se sumó un control total de la jerarquía católica de la zona: desde la década de 1890, el arzobispo católico de Sarajevo, Josip Stadler, apoyado por los jesuitas enviados por Viena, trató de implantar sacerdotes totalmente fieles a los Habsburgo,, en detrimento del clero franciscano local, que llevaba en la zona desde el siglo XVI.
La expansión pacífica de Austria-Hungría en los Balcanes tenía límites: el desarrollo económico de los valiatos que gestionaba contrastaba con el fracaso de su política educativa.

### Serbia, el «Piamonte» de los eslavos meridionales

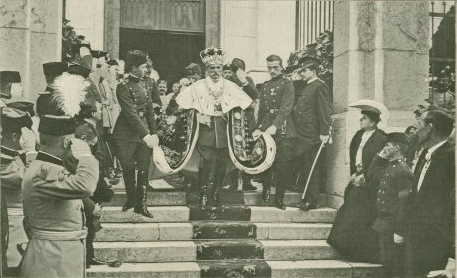
Coronación de Pedro de Serbia. El asesinato de Alejandro I de Serbia permitió el ascenso al trono de Pedro, hostil a los intereses de Austria-Hungría.

El principado de Serbia se transformó en reino en 1882. Era un elemento modernizador de la península balcánica y la Constitución garantizaba el sufragio universal masculino, pese a que en 1835 la doble presión del sultán otomano —soberano del principado— y de Rusia había obligado al príncipe Milos a abolir las disposiciones legales más democráticas. Los príncipes y reyes serbios también habían acometido una importante modernización del Ejército, implantando el servicio militar según el modelo prusiano.
La política exterior del reino osciló entre Rusia y Austria-Hungría. Los dos últimos reyes de la dinastía Obrenović, Milan y Alejandro, habían favorecido la política proaustriaca e hicieron del reino un satélite del imperio vecino. La diplomacia austrohúngara otorgaba gran importancia al mantenimiento de buenas relaciones con Serbia, país cliente y aliado, al tiempo que proclamaba no desear anexionársela. El Gobierno vienés había respaldado a Serbia en las negociaciones de esta con la Sublime Puerta en 1882 para lograr el reconocimiento otomano de la independencia del nuevo reino, así como las reivindicaciones serbias sobre Macedonia, todavía otomana. La política expansionista serbia se dirigió hacia el sur hasta 1903, hacia Macedonia y Kosovo, conforme a los deseos de la diplomacia austrohúngara.
El golpe de Estado de 1903 que dio el trono a Pedro Karađorđević mudó completamente la relación de Serbia con Austria-Hungría. Los nuevos mandatarios serbios aspiraban a crear un Estado-nación que abarcase al conjunto de la población que consideraban serbia. El golpe de Estado acabó con la rivalidad entre las dos dinastías que se habían disputado el trono durante el siglo anterior e implantó un sistema de gobierno parlamentario y liberal, con un Gobierno responsable de su actividad ante las Cortes. El país afirmó su independencia de Viena comprando las armas del Ejército a una empresa francesa en vez de hacerlo a compañías del imperio vecino.
El Gobierno austrohúngaro reaccionó al golpe de 1903 con medidas de acoso. Cerró la frontera a la importación de porcino serbio en 1904, la principal exportación del reino vecino. Sin embargo, las potencias rivales del imperio aprovecharon la medida para hacerse con parte del mercado serbio, que hasta entonces habían dominado las empresas austrohúngaras. Serbia obtuvo el apoyo de la Bulgaria autónoma en 1905, con la que firmó una unión aduanera que garantizó el acceso al mar Negro de los productos serbios.
Alois Lexa von Aehrenthal, antiguo embajador austrohúngaro en San Petersburgo y nuevo ministro de Asuntos Exteriores, se aprestó desde 1906 a resolver el problema que suponían los eslavos meridionales, abogando por empezar con la anexión de Bosnia y Herzegovina. Además, era partidarios de hacer lo mismo con Serbia, que consideraba un factor desestabilizador en la zona. Propugnaba transformar la estructura doble del imperio en una triple, con una tercera unidad eslava que se sumaría a las dos existentes, Austria y Hungría. Deseaba asimismo aprovechar la celebración de los cincuenta años de reinado de Francisco José en 1908 para desbaratar la actividad política serbia en Dalmacia.
Frente a los planes del ministro, los diputados serbios y croatas de los parlamentos cisleitano y croata aparcaron sus diferencias, se coligaron y emprendieron una serie de iniciativas que inquietaron a los mandatarios austriacos y húngaros.

### Cambios en la situación internacional
La relación de fuerzas entre las potencias que se disputaban la preponderancia en los Balcanes cambió entre 1905 y 1908. La influencia de la diplomacia rusa menguó notablemente como consecuencia del descalabro frente a Japón y de la agitación revolucionaria interna desencadenada por la derrota militar; Rusia se centró en solucionar sus problemas internos. Por otra parte, los lazos entre ella y el Reino Unido se estrecharon progresivamente a partir de 1906 y se plasmaron en la firma de una liga bilateral en 1907; esta nueva alianza, que se sumó a la ya existente con Francia, evitó que el país quedase aislado tras la catástrofe militar.
Las nuevas alianzas preocuparon a los mandatarios alemanes y austrohúngaros, que temían que acabasen por obligarles a librar una guerra en dos frentes y veían cómo la situación internacional se tornaba en su contra. Franz Conrad von Hötzendorf, jefe del Estado Mayor del Ejército austrohúngaro, propuso en consecuencia adoptar una política activa en los Balcanes, que la debilidad temporal rusa debía facilitar.

### El imperio otomano en 1908
El Imperio otomano se hallaba sumido en crisis desde mediados del siglo XIX. La Revolución de los Jóvenes Turcos, sostenida por las tropas acantonada en Salónica, acabó con el gobierno despótico del sultán Abdulhamid II que había comenzado con la suspensión de la Constitución otomana de 1876. 
EL Comité de Unión y Progreso se hizo con el poder en la capital imperial el 24 de julio de 1908 y restauró la Constitución. Las disputas políticas se prolongaron hasta el fallido intento de contrarrevolución desestabilizó el imperio y lo paralizó frente a la inminente crisis internacional. Los rumores sobre la próxima celebración de elecciones que corrían por las cancillerías europeas suponían una amenaza para la administración austrohúngara de Bosnia y Herzegovina, puesto que formalmente estas seguían formando parte del Imperio otomano. La convocatoria electoral desbarataría la anexión paulatina y discreta que estaba llevando a cabo Austria-Hungría. Por añadidura, surgió entonces una liga serbo-musulmana en Bosnia que abogaba por la autonomía de la provincia en el seno del Imperio otomano.

## Preparativos diplomáticos
Alois Lexa von Aehrenthal pretendía imponer a las potencias la perpetuación de la presencia austrohúngara en Bosnia y Herzegovina, merced a un acuerdo con Rusia.
Los rusos no ocultaban su indiferencia sobre la situación jurídica de los dos valiatos administrados por Austria-Hungría, siempre y cuando se les compensase en los Balcanes con, por ejemplo, un mejor  acceso a los estrechos del Mármara para su Armada. Ahrenthal se comprometió a defender esta petición rusa.

### El acuerdo de Buchlau

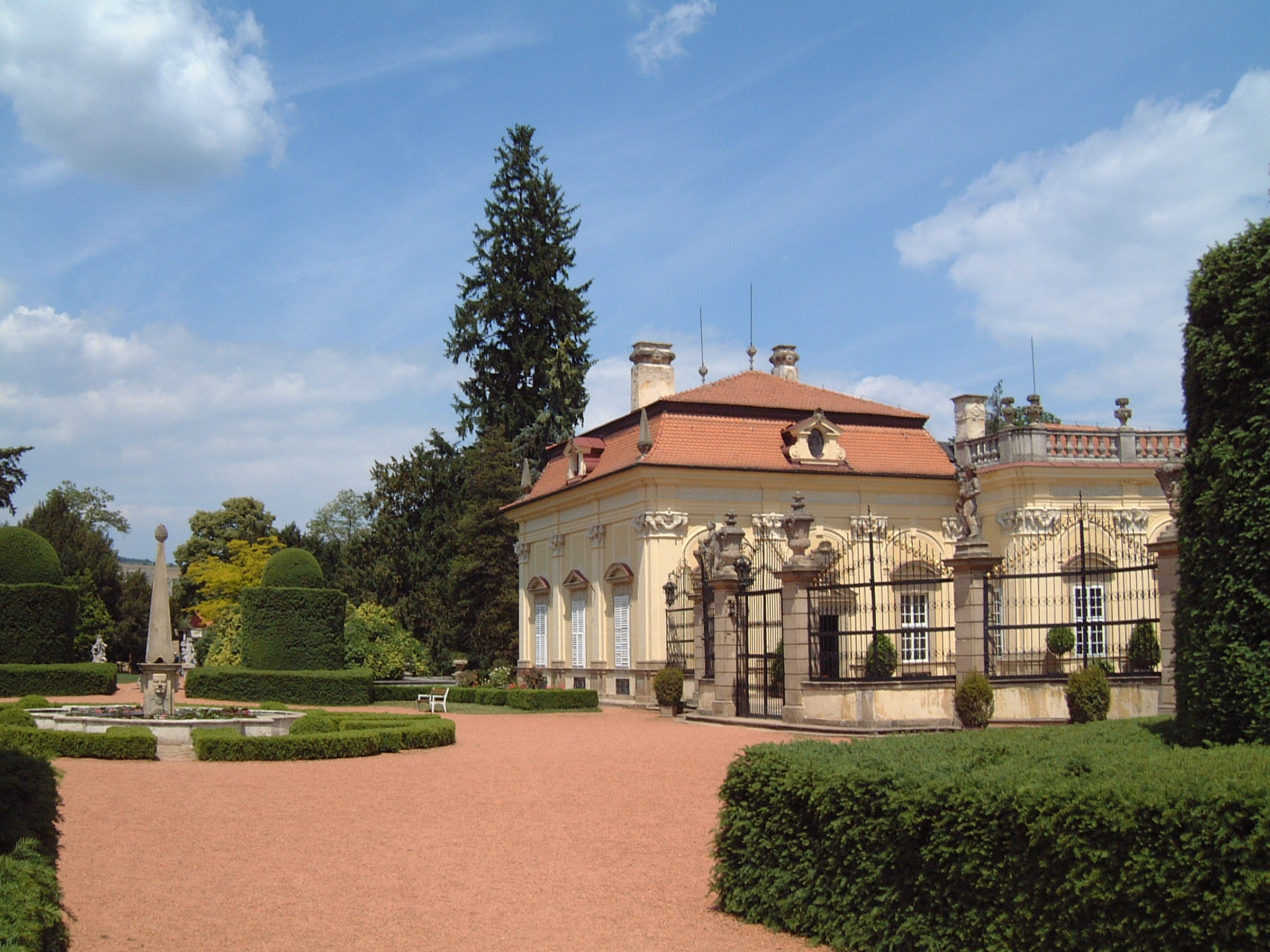
El castillo de Buchlau, donde se llevaron a cabo las negociaciones austro-rusas.

El 2 de julio de 1908 el ministro de Asuntos Exteriores ruso Aleksandr Izvolski escribió a su colega austrohúngaro Alois Aehrenthal y propuso una discusión sobre cambios recíprocos en el Tratado de Berlín de 1878 que tuviese en cuenta los intereses de Rusia en los estrechos del mar de Mármara y el interés austrohúngaro en la anexión de Bosnia-Herzegovina y el Sanjacado de Novi Pazar. El 14 de julio Aehrenthal respondió aceptando en principio debatir la propuesta rusa. El 10 de septiembre, después de largas discusiones en Austria-Hungría, Aehrenthal propuso un trato ligeramente diferente a Izvolski. A cambio de una actitud amistosa de Rusia en caso de que el Imperio austrohúngaro se anexionase Bosnia-Herzegovina, Austria-Hungría retiraría sus tropas del Sanjacado. La carta luego continuaba con una oferta para tratar, como asunto aparte, la cuestión de los estrechos, de forma comprensiva con los intereses rusos.
El 16 de septiembre, Izvolski y Aehrenthal se encontraron en Buchlau. No se tomaron actas de la reunión, que duró unas seis horas. Izvolski aceptó la responsabilidad de redactar las conclusiones del encuentro de remitirlas a Aehrenthal. El 21 de septiembre Aehrenthal escribió a Izvolski para pedir ese documento, a lo que Izvolski respondió dos días después indicando que se lo había enviado al zar para su aprobación. Este documento, si alguna vez existió, nunca se ha encontrado.

### La versión de Aehrenthal del acuerdo
Aehrenthal declaró, según Albertini, que Izvolski estuvo de acuerdo en que Rusia mantendría «una actitud amistosa y benévola» si Austria-Hungría decidiese anexionar Bosnia-Herzegovina. Recíprocamente, el Imperio austrohúngaro se mostraría compresiva en caso de que Rusia tratase de abrir «el estrecho a buques de guerra individuales», siempre que la medida contase con la aquiescencia franco-británica. Los dos coincidieron en que una consecuencia probable de la anexión sería que Bulgaria declararía la independencia del Imperio otomano. Austria-Hungría no ofrecería concesiones territoriales a Serbia y Montenegro pero, si apoyaban la anexión, Austria-Hungría no se opondría a la expansión de Serbia en los Balcanes, y él respaldaría la demanda de Rusia de revisar el artículo 29 del Tratado de Berlín, que limitaba la soberanía de Montenegro. Las partes convinieron en que «estos cambios podrían recibir la aprobación después de la negociación de la Sublime Puerta y de las Potencias», pero «no se negociaría más sobre Bosnia-Herzegovina». La anexión tendría lugar probablemente a principios de octubre. El original de la versión de Aehrenthal sobre la reunión no se ha encontrado, por lo que los historiadores han tenido que basarse con una copia del documento sin fechar.

### La versión de Izvolski
El 30 de septiembre, el Imperio austrohúngaro informó a Izvolski, que se encontraba en París, que la anexión se llevaría a cabo el 7 de octubre. El 4 de octubre, Izvolski preparó un informe a petición del embajador británico en Francia, Bertie. Izvolski declaraba que su postura sobre la anexión era que se trataba de una cuestión que debía resolverse entre los firmantes del Tratado de Berlín, posibilidad que Aehrenthal deseaba evitar a toda costa para que la anexión no originase peticiones de compensación en los Balcanes de otras potencias. Con la compensación de la retirada austrohúngara del Sanjacado de Novi Pazar, Rusia no consideraría la anexión como razón para declarar la guerra, pero tanto Rusia como los demás Gobiernos insistirían en realizar cambios en el tratado que les fuesen favorables, incluyendo la apertura de los estrechos, la independencia de Bulgaria, concesiones territoriales a Serbia, y la abolición de las restricciones a la soberanía de Montenegro del artículo 29. Bertie comunicó al ministro de Asuntos Exteriores británico que sentía que Izvolski no estaba siendo completamente sincero en su informe.

## La anexión
El 5 de octubre de 1908 Bulgaria declaró su independencia del Imperio otomano. El 6 de octubre, el emperador Francisco José anunció al pueblo de Bosnia-Herzegovina su intención de darles un régimen autonómico y constitucional y las provincias fueron anexadas. El 7 de octubre, el Imperio austrohúngaro anunció su retirada del Sanjacado de Novi Pazar. Ni la independencia de Bulgaria ni la anexión de Bosnia estaban previstas en el Tratado de Berlín y desataron una oleada de protestas diplomáticas y negociaciones.

### Anuncio y cambio de situación de Bosnia y Herzegovina
Ährenthal había anunciado el 16 de septiembre, durante la reunión de Buchlau, el deseo de su Gobierno de cambiar la situación de Bosnia-Herzegovina, abrogando así el artículo 25 del Tratado de Berlín. Esta declaración asombró al conjunto de cancillerías europeas.
El emperador Francisco José I de Austria firmó el decreto que anexaba oficialmente los valiatos de Bosnia y Herzegovina al Imperio el 5 de octubre de 1908, poniendo fin de esta manera a la situación de estos territorios acordada en 1878.

### Crisis internacional
El anuncio de la anexión desató una grave crisis internacional. Serbia, consciente de sus límites, optó por internacionalizarla para obtener compensaciones. Movilizó su ejército e implantó un boicoteo de los productos austrohúngaros, mientras Austria-Hungría también alistaba sus fuerzas armadas. El heredero imperial, Francisco Fernando de Austria, con el respaldo del jefe del Estado Mayor, Franz Conrad von Hötzendorf, expresó su preferencia por solucionar la crisis con Serbia por medios militares.
Pese a encontrarse con el hecho consumado, el Gobierno alemán apoyó a Austria-Hungría, su único aliado fiable, llegando incluso a prometerle ayuda militar si llegaba el caso. Tras un momento de sorpresa, reiteró su disposición total a respaldar a Viena, lo que aseguró la victoria de la maniobra austrohúngara.

## Las protestas y las compensaciones
La anexión cambió considerablemente la relación de Austria-Hungría con las demás potencias: los otomanos emprendieron una política de represalias comerciales, Rusia trató de obtener compensaciones en los Balcanes, e Italia se alejó del imperio al constatar que la anexión bloqueaba sus vías de expansión pacífica en la región.

### Independencia búlgara
El mismo día del anuncio de la anexión, el 5 de octubre de 1908, Fernando I de Bulgaria, príncipe autónomo vasallo del Imperio otomano, proclamó la independencia búlgara y la creación del nuevo Reino de Bulgaria, cercenando así el vínculo con la Sublime Puerta. La declaración era la conclusión de veinte años de maniobras por parte de Fernando y supuso un triunfo de la diplomacia austrohúngara: en efecto, Ährenthal había favorecido la independencia del nuevo reino..
La independencia del aliado tradicional de Austria-Hungría tras la conmoción vivida en el Imperio otomano reforzó la posición del Gobierno vienés en los Balcanes y limitó la posible reacción de Serbia en la zona.

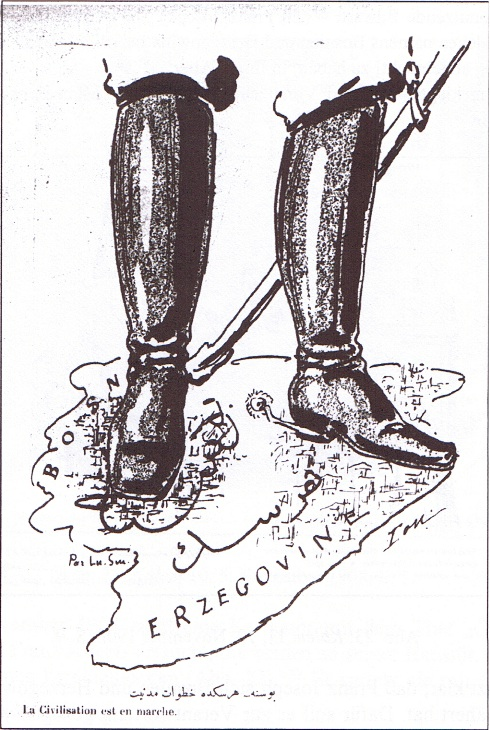
Caricatura otomana sobre la anexión de Bosnia, con el título irónico: «Avance de la civilización en Bosnia y Herzegovina».

### Serbia
Serbia movilizó a su ejército, esperando recibir el apoyo de Rusia ante la acción austrohúngara. Esta se hallaba debilitada por la derrota en la guerra ruso-japonesa como para respaldarla; por otra parte, los aliados rusos, Francia y el Reino Unido, tampoco le ofrecieron apoyo. El 7 de octubre el consejo real serbio exigió que la anexión se revirtiese o, en su defecto, que Serbia recibiese una indemnización, que concretó el 25 de octubre en una franja de la parte más septentrional del Sanjacado de Novi Pazar. Finalmente esta exigencia fue rechazada, aunque Serbia acabaría ocupando el Sanjacado junto a Montenegro en las guerras balcánicas.
A comienzos de 1909, seguía negándose a reconocer la anexión austrohúngara de los sanjacados de Bosnia y Herzegovina, mientras que la diplomacia imperial no solo esperaba esto, sino que el país adoptase una política amistosa hacia el imperio. El ultimátum alemán del 29 de marzo obligó a Rusia a desmovilizar sus unidades, lo que dejó a Serbia sola frente a Austria-Hungría; en tal tesitura hubo de aceptar finalmente el 31 de marzo los términos de la nota austrohúngara. Esta derrota disgustó a los grupos nacionalistas, hostiles a Austria-Hungría. El reino y los territorios austrohúngaros con población serbia se sumieron en una agitación nacionalista y autoritaria atizada por algunos altos funcionarios favorables a Rusia. Surgieron numerosas sociedades secretas, entre ellas la  Mano Negra, formada al principio por radicales que habían participado en el golpe de Estado contra el rey Alejandro, ejemplo de las asociaciones con vínculos más o menos estrechos del poder belgradense. Estas sociedades se extendieron también por los territorios anexionados por Austria-Hungría, en los que surgieron ligas de tendencias yugoslavistas que se agruparon en la Joven Bosnia, cuyos miembros fomentaban un espíritu místico de sacrificio..
Los serbios de Bosnia se coligaron los musulmanes de la región, que deseaban que el territorio volviese al Imperio otomano y asumieron la reclamación hasta febrero de 1909; luego trocaron la exigencia en oposición rotunda a la administración austrohúngara. La oposición serbia a la anexión formal de Bosnia-Herzegovina hizo que el Gobierno austrohúngaro emprendiese una campaña de persecución judicial de los diputados serbocroatas del Parlamento de Croacia-Eslavonia, en la que la fiscalía empleó documentos falsos creados por los servicios secretos imperiales. El juicio concluyó en noviembre de 1909 y perjudicó gravemente las relaciones austro-serbias; algunos periodistas checos, entre los que descolló Tomáš Masaryk, publicaron durante los años siguientes nuevos documentos que probaban las maniobras gubernamentales.

### El Imperio otomano
El Imperio otomano protestó con más vehemencia por la declaración de independencia de Bulgaria que por la anexión austrohúngara de Bosnia-Herzegovina, ya que no tenía posibilidades reales de volver a gobernar esta última provincia. Se produjo, no obstante, un boicoteo de los productos manufacturados austrohúngaros que causó pérdidas comerciales al Imperio austrohúngaro. Alemania, hasta entonces sostén fiel de Constantinopla, temió perder su posición en favor del Reino Unido, por lo que propuso que Austria-Hungría pagase a los otomanos una indemnización. Austria-Hungría llegó a un acuerdo con el Imperio otomano el 20 de febrero de 1909 y recibió la aquiescencia del gobierno otomano a la anexión a cambio de 2,2 millones de libras. Austria-Hungría hubo además de evacuar el Sanjacado de Novi Pazar, retirando de este las guarniciones que hasta entonces tenía en él. La independencia de Bulgaria no pudo ser revertida.

### Las grandes potencias: Francia, el Reino Unido, Alemania, Rusia e Italia
La declaración de la anexión y la independencia búlgara eran vistos como infracciones del Tratado de Berlín por lo que Francia, Gran Bretaña, Rusia e Italia estaban a favor de celebrar una conferencia para examinar el asunto. Sin embargo, la oposición alemana y las maniobras diplomáticas complejas en cuanto a la ubicación, las características y las condiciones previas a la conferencia retrasaron y finalmente hicieron que no se celebrase. En vez de la proyectada conferencia las potencias llegaron a un acuerdo sobre la modificación del Tratado a través de consultas entre las capitales.

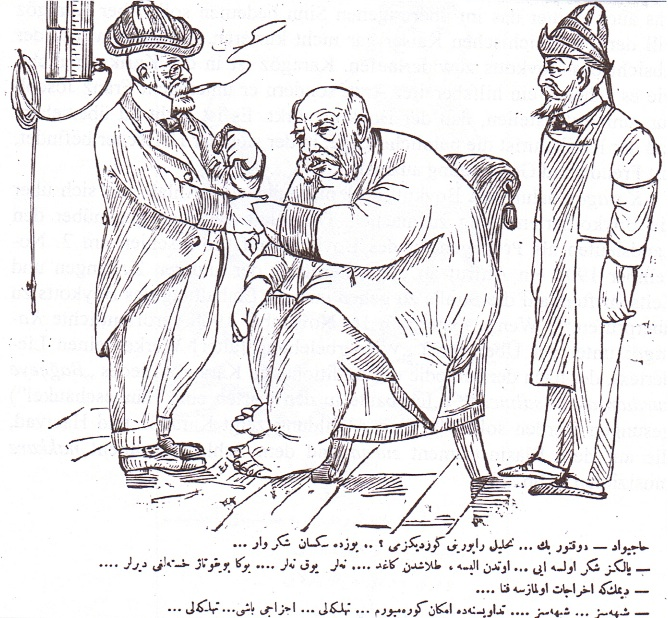
Caricatura de la revista Karagöz en la que aparece el emperador Francisco José hinchado por las mercancías que Austria-Hungría ya no podía exportar al Imperio otomano por el boicoteo de este.

La diplomacia austrohúngara pasó los meses que precedieron a la anexión defendiendo una compensación para Rusia, pero el Reino Unido dejó clara su oposición el 14 de octubre y Francia también aconsejó que aceptarse sin más la nueva situación jurídica de los valiatos; abandonada en esta ocasión por sus dos aliados, Rusia hubo de aceptar el hecho consumado en el invierno de 1908-1909. La oposición británica a que se modificara el Tratado de Berlín respecto al tránsito por los estrechos del mar de Mármara dejó a Rusia con las manos vacías y por lo tanto Izvolski y el zar consideraron la anexión y las maniobras de Aehrenthal como de mala fe. Consciente de la ascendencia de Aehrenthal, Izvolski explotó haciendo la siguiente observación: «El sucio judío me ha engañado. Me mintió, me engañó, el terrible judío». Para forzar a Izvolski a ceder, el Imperio austrohúngaro amenazó con filtrar documentos en los que, a lo largo de los treinta años anteriores, Rusia había acordado que Austria-Hungría tenía libertad para hacer lo que desease en Bosnia y Herzegovina y el Sanjacado de Novi Pazar y comenzó a publicar parte de los documentos. Estos dejaban en evidencia a Rusia, especialmente frente a Serbia. El zar Nicolás II escribió al emperador Francisco José y acusó a Austria-Hungría de traicionar la confianza entre los dos países. Las relaciones entre las dos naciones empeoraron definitivamente. Por consejo alemán, Austria-Hungría mantuvo secreta la correspondencia del 2 de julio y del 23 de septiembre de Izvolski a Aehrenthal. Esta era una amenaza constante a la posición de Izvolski si Rusia no accedía con firmeza y públicamente a enmendar del artículo 25 del Tratado de Berlín para aceptar la anexión. El 22 de marzo de 1909 Alemania forzó a Rusia a decidir si aceptaba o no la enmienda. La falta de una respuesta positiva haría que Alemania se retirase de las conversaciones diplomáticas «y dejaría que las cosas siguiesen su curso». Ante esta presión Izvolski cedió y aconsejó al gabinete que aceptase el cambio del artículo 25, por temor a que de otro modo Austria tendría libertad para actuar contra Serbia. El gabinete aceptó. El 23 de marzo el zar aceptó la decisión y comunicó la decisión al embajador de Alemania en Rusia, Portales.
Italia, la otra potencia interesada por los cambios territoriales en los Balcanes, exigió la compensación a la que tenía derecho en virtud del acuerdo austro-italiano del 19 de diciembre de 1909: en él el Gobierno austrohúngaro se comprometía a defender las reivindicaciones italianas en la región en el futuro. No obstante, los acontecimientos enfurecieron a los nacionalistas italianos, hasta entonces partidarios de la alianza con Alemania y Austria-Hungría y hostiles a Francia; el país, en efecto, no había obtenido nada a cambio de la anexión austrohúngara. La falta de compensación les hizo abogar por un cambio de política exterior y a partir de finales de 1908 empezaron a codiciar territorios austrohúngaros y a apoyar el irredentismo. El Gobierno austrohúngaro contribuyó a ello al negarse en 1909 a fundar una universidad italiana en Trieste, por entonces parte de Cisleitania. Rusia e Italia firmaron  el Tratado de Racconigi el 24 de octubre de 1909 con el objetivo de contrarrestar las maniobras austrohúngaras; el pacto reflejó la voluntad italiana de adoptar una política independiente de los deseos de Viena. Las dos potencias acordaron garantizar el statu quo en los Balcanes. La innegable victoria diplomática austrohúngara exacerbó además la rivalidad con Italia en el Adriático y en la península balcánica. Además, avivó los recelos rusos y puso fin al sistema de consultas entre las potencias para dirimir sus diferencias mediante la negociación, complicando la resolución de los conflictos futuros. Por añadidura, la anexión desbarató el entendimiento austro-ruso y desestabilizó la región: los pequeños Estados balcánicos redoblaron a partir de entonces sus planes para apoderarse de las tierras europeas del Imperio otomano.
La reacción alemana ante el hecho consumado de su aliado fue ambigua. Guillermo II calificó al principio la anexión de «hazaña de subteniente», pero luego cambió de opinión su respaldo al Gobierno vienés. Von Moltke, jefe del Estado Mayor, envió una misiva a su homólogo austrohúngaro el 9 de enero de 1909 en la que le confirmó el apoyo alemán en caso de que la crisis diplomática se transformase en conflicto bélico con Serbia y Rusia. Los primeros titubeos alemanes no impidieron que la actitud final supusiese un reforzamiento de la alianza bilateral entre los imperios que significaba un cambio en el apoyo militado de Berlín a Viena que databa de los tiempos del canciller Otto von Bismarck. Alemania presentó un ultimátum a Rusia —fiel aliada de Serbia— el 22 de marzo de 1909: Berlín exigía el reconocimiento ruso de la anexión de Bosnia y Herzegovina, la desmovilización del Ejército ruso y que San Petersburgo aconsejase la misma medida a Serbia. Berlín accedió el 29 de marzo a que Viena emprendiese operaciones militares contra Belgrado. El Gobierno ruso cedió al día siguiente, consciente de su debilidad militar: los generales rusos señalaron que el país no estaba en situación de enfrentarse a la vez a Alemania y Austria-Hungría.
El Reino Unido, sin embargo, no estaba dispuesto a aceptar el cambio del tratado y declaró que lo haría únicamente cuando «la cuestión serbia se hubiese resuelto de manera pacífica». Francia defendió la postura británica. El Imperio austrohúngaro entregó al Reino Unido el texto de la negociación con Serbia el 26 de marzo en el que esta se comprometía a aceptar la anexión. Rezaba:

Serbia reconoce que no ha sido lesionado en su derecho por el hecho consumado producido en Bosnia-Herzegovina y que, en consecuencia, aceptará la decisión que las Potencias adopten en relación con el artículo 25 del Tratado de Berlín. Sometiéndose al consejo de las grandes potencias, Serbia se compromete a abandonar inmediatamente la actitud de protesta y oposición que ha mantenido en lo que respecta a la anexión desde el pasado otoño y se obliga también a cambiar su política actual hacia Austria-Hungría para convivir de ahora en adelante en buena vecindad. Conforme a estas declaraciones y segura de las intenciones pacíficas del Imperio austrohúngaro, Serbia reducirá su ejército a la situación de la primavera de 1908 en cuanto a su organización, distribución y efectivos. Desarmará y disolverá sus voluntarios y las bandas de irregulares y evitará la formación de nuevas unidades de irregulares en su territorio.

Al día siguiente, Austria-Hungría solicitó que el Reino Unido se comprometiese en firme a que, una vez que las negociaciones con Serbia se completasen, aceptaría la enmienda del artículo 25. Sin esa garantía declaró que rompería las negociaciones con Serbia. Ese mismo día decidió movilizar parte de sus fuerzas armadas. El Reino Unido accedió a la petición austrohúngara el 28 de marzo. Serbia hizo su declaración formal de conformidad a Austria-Hungría el día 31 del mes, lo que supuso la claudicación completa de Serbia. La crisis había terminado. Las grandes potencias firmaron las enmiendas al Tratado de Berlín en las distintas capitales entre el 7 de abril y el 19 de mayo de 1909.
Los miembros de la Entente interpretaron el apoyo alemán a la acción austrohúngara como una prueba más del aumento de la influencia alemana sobre Austria-Hungría y de la actitud expansionista y militarista de los dos imperios centroeuropeos en los Balcanes.

## Consecuencias
Poco más de un año más tarde, como consecuencia de esta derrota diplomática, Izvolski fue degradado y nombrado embajador en Francia. Desarrolló una hostilidad permanentemente a las figuras de Aehrenthal y las Potencias Centrales. El diplomático y periodista ruso Schelking se refiere a la caída política de Izvolski así: "En los salones de Petrogrado él (Izvolski) recibió el apodo de "príncipe del Bósforo". En su vanidad Izvolski no podía ver que estaba siendo burlado".
El Imperio austrohúngaro demostró su interés en bloquear el avance de Serbia hacia el mar Adriático y su renuencia a que ningún país de la península balcánica adquiriese el suficiente poder como para hacerle frente en la región, para lo que contó con el decisivo apoyo alemán, que fue clave para frustrar los intentos rusos de anular su anexión de las provincias otomanas.
Serbia vio como se esfumaban sus oportunidades de adquirir en un futuro las provincias con población mayoritariamente serbia, que sus gobiernos nacionalistas ansiaban para obtenerlas de forma oficial, de manos del débil Imperio otomano al más poderoso Imperio austrohúngaro, respaldado por la aún más poderosa Alemania, lo que agrió aún más sus tensas relaciones con Austria-Hungría y le forzó a desviar sus apetitos territoriales hacia la disputada Macedonia, haciendo probable el conflicto con los otomanos. 
Serbia perdía sus posibilidades de anexionarse territorios con población serbia y una salida directa al Adriático y dirigía su crecimiento territorial hacia una zona por la que se desencadenarían pocos años después las posteriores guerras. Sus malas relaciones con Austria-Hungría, que comenzaron principalmente desde el cambio de dinastía en 1903, llevaron a una tensión que, tras el asesinato del heredero austrohúngaro en Sarajevo por nacionalistas serbobosnios con estrechas relaciones con el ejército serbio, desencadenaron la guerra contra los aliados de Austria-Hungría.
Rusia se vio burlada por la habilidad diplomática austrohúngara y no logró su objetivo de abrir los estrechos a su flota de guerra, quedando su tradicional alianza con Austria-Hungría en los Balcanes, que había durado la mayor parte del siglo XIX, convertida en una rivalidad que también fue muy relevante en el estallido de la Primera Guerra Mundial también llamada La Gran Guerra, ante su hostilidad al gobierno de Viena y su respaldo firme a Serbia ante los intentos de aquel de imponer unas condiciones, lo que hubiese convertido a Serbia en un protectorado austrohúngaro.

### Integración de Bosnia y Herzegovina en Austria-Hungría

La Bosnia-Herzegovina austrohúngara en 1911, antes de las guerras balcánicas.

La situación administrativa de Bosnia y Herzegovina no cambio a corto plazo: siguieron dependiendo del ministro de Finanzas común a las dos mitades del imperio y sometidas a un gobierno militar; el poder efectivo lo tenía el gobernador militar de Sarajevo, que representaba tanto al emperador como al ministro de Finanzas.
Los partidarios de la anexión creyeron que esta sería el primer paso para transformar el Estado dual de 1867 en un sistema de tres unidades, con un nuevo reino de los eslavos meridionales que incluiría la nueva provincia y tendría su centro en el reino croata. Esta esperanza suscitaba empero, los recelos de los mandatarios austrohúngaros, en especial los de los húngaros, que temían el aumento de la población eslava que comportaba la anexión. Los dirigentes húngaros, preocupados también por los sentimientos antihúngaros del príncipe heredero Francisco Fernando, defendieron a partir de entonces la adopción de una política exterior favorable a los intereses del reino, de estrechamiento de relaciones con Rusia para garantizar el mantenimiento del statu quo territorial en los Balcanes.
Una Constitución definió el régimen administrativo bosnio en 1910. Se instauró una asamblea con poder legislativo en diversos ámbitos, pero sometida al posible veto del gobernador, que seguía representando al emperador. El gobernador, general Oskar Potiorek, suspendió la Constitución y limitó la circulación de la prensa extranjera en la provincia en 1913, como consecuencia de la agitación nacionalista que desataron las victorias serbias primero sobre el Imperio otomano y luego sobre Bulgaria.